# Beaver Dam, Wisconsin
Beaver Dam är en stad i Dodge County i den amerikanska delstaten Wisconsin i USA. Staden grundades i ett område där indianer från olika stammar (chippewa, fox, kickapoo, sauk, sioux och winnebago) hade bott under varmare årstider innan de europeiska nybyggarna kom. Under 1800-talet anlände sedan nybyggare från Tyskland, Irland, Polen och andra länder.

## Kända personer från Beaver Dam
- Delia Akeley, äventyrare
- Michael E. Burke, politiker
- Robert Kastenmeier, politiker